# 428
Період падіння Західної Римської імперії. У Східній Римській імперії триває правління Феодосія II. У Західній правління Валентиніана III, значна частина території окупована варварами, зокрема в Іберії утворилося Вестготське королівство. У Китаї правління династії Лю Сун. В Індії правління імперії Гуптів. У Японії триває період Ямато. У Персії править династія Сассанідів.
На території лісостепової України Черняхівська культура. У Північному Причорномор'ї готи й сармати. Історики VI століття згадують плем'я антів, що мешкало на території сучасної України приблизно з IV сторіччя. З'явилися гуни, підкорили остготів та аланів й приєднали їх до себе.

## Події
- Узурпатор Боніфацій в Африці призвав собі на допомогу проти римських військ вандалів.
- Королем вандалів та аланів після смерті Гундеріха став його брат Гензеріх. Його королівство лежить на півдні Іспанії в римській провінції Бетіка.
- Правитель британських кельтів Вортігерн запрошує саксів з континенту для захисту від піктів та шотландських племен.
- Салічні франки на чолі з Хлодіоном вторглися в Північну Галлію, розширивши свої володіння на південь від Сомми, і створивши зародок майбутнього Франкського королівства.
- Велика Вірменія стала провінцією імперії Сассанідів.
- Несторій, засновник несторіанства став патріархом Константинополя.